# Okrent törvénye
Okrent törvénye: „a teljes kiegyensúlyozottságra törekvés maga is vezethet olykor kiegyensúlyozatlansághoz, mert előfordul, hogy az egyik félnek van igaza” (the pursuit of balance can create imbalance because sometimes something is true). A törvény megfogalmazója, Daniel Okrent amerikai újságíró a sajtónak azt a tendenciáját kritizálta, hogy legitimást ad a szélsőséges vagy kevesek által elfogadott álláspontoknak azáltal, hogy a vitákat egyensúlyozva, minden érv mellé egy ellenérvet idézve, az egyes nézőpontok súlyának érzékeltetése nélkül mutatja be.

## Lásd még
- Argumentum ad temperantiam

## Külső hivatkozások
- Okrent életrajza a New York Times oldalán